# Мыс Сабин
Мыс Сабин (англ. Cape Sabine) — мыс на острове Пим, пролив Смита, регион Кикиктани, территория Нунавут, Канада. Расположен в 3700 км к северу от столицы страны Оттавы.
Рельеф мыса в основном холмистый, на юге равнинный. Море находится на его восточной части.

## История
Мыс назван в честь исследователя Арктики сэра Эдварда Сэбина (1778—1883).
В 1883 году мыс посетил лейтенант Эрнест Гарлингтон, возглавляя вторую спасательную экспедицию. 21 июля Гарлингтон достиг мыса, где сошёл на берег и нашёл хорошо сохранившееся депо, оставленное командой «Нептуна» годом ранее. Обогнув мыс, Гарлингтон взял курс на север. 24 июля того же года 37 человек команды «Протеуса» (один из двух судов экспедиции Гарлингтона) высадились на мысе Сабин, где партия оставила ненужные вещи и снаряжение.
19 октября 1883 года на мысе было сооружено зимовье экспедиция Адольфа Грили, которое, как писал Грили, скорее всего, станет их могилой. Оно представляло собой четыре каменных стены высотой около 1 метра, на которые сверху были установлены лодки, накрытые парусиной. Для обогрева использовали печь. В качестве топлива — упаковки от продуктов и древесину разбитого вельбота, прибитого к берегу течением. До наступления полярной ночи запасы продуктов пробовали пополнить за счёт охоты, но без видимого успеха, лишь изредка удавалось добыть тюленину или песцов.
В начале лета 1884 года в пролив Смит были направлены четыре судна под командованием командора Уинфилда Шлея для спасения экспедиции Грили .  Ими было обследовано западное побережье Гренландии, в частности остров Литтлтон, куда должен был направиться Грили. Когда выяснилось отсутствие следов Грили на острове, было решено проверить целостность депо на мысе Сабин и ближайших островах. В 8.30 вечера 22 июня лейтенант Колвелл с корабля «Тетис», высадившийся у депо «Протеуса» на мысе Сабин, заметил на гребне скалы фигуру одинокого человека, размахивающего сигнальным флагом. Это был рядовой Лонг. А затем была обнаружена палатка с выжившими.
18 февраля 1909 года мыс посетил Фредерик Кук, во время возвращения со своей экспедиции на полюс. На нём он встретил тюленя, оставленного год назад отцом Этукишука как неприкосновенный запас.
Роберт Пири прибыл на мыс 8 августа 1909 года во время своей экспедиции. Там он получил известия, что Кук якобы опередил его в покорении полюса на год.

## Климат
Климат мыса тундровый. Средняя температура составляет −14 °C. Самый теплый месяц – июль, при температуре 4 °С, а самый холодный февраль, при температуре −25 °С.

## Внешние ссылки
- 2004 Recreation of Expedition